# Olympische Winterspiele 2018/Teilnehmer (San Marino)
| Gelbes Symbol für Goldmedaillen mit stilisierten Olympischen Ringen | Graues Symbol für Silbermedaillen mit stilisierten Olympischen Ringen | Braundes Symbol für Bronzemedaillen mit stilisierten Olympischen Ringen |
| ------------------------------------------------------------------- | --------------------------------------------------------------------- | ----------------------------------------------------------------------- |
| —                                                                   | —                                                                     | —                                                                       |

Bei den Olympischen Winterspielen 2018 nahm San Marino mit einem Athleten im Ski Alpin teil. Alessandro Mariotti, der Fahnenträger bei der Eröffnungsfeier war, startete im Slalom und Riesenslalom.

## Teilnehmer nach Sportarten

### Ski Alpin
| Athleten            | Wettbewerbe  | 1. Lauf     | 2. Lauf       | Gesamt        | Gesamt        |
| Athleten            | Wettbewerbe  | Zeit        | Zeit          | Zeit          | Rang          |
| ------------------- | ------------ | ----------- | ------------- | ------------- | ------------- |
| Männer              |              |             |               |               |               |
| Alessandro Mariotti | Riesenslalom | 1:21,66 min | 1:21,21 min   | 2:42,87 min   | 65            |
| Alessandro Mariotti | Slalom       | DNF         | ausgeschieden | ausgeschieden | ausgeschieden |